# Jaroslav Kučera (kameraman)
Jaroslav Kučera (6. srpna 1929 Praha – 14. ledna 1991 Praha) byl český kameraman.

## Biografie a dílo
Jaroslav Kučera se narodil 6. srpna 1929 v Praze. V letech 1948–1952 studoval na FAMU kameru, kterou absolvoval v roce 1953. V letech 1952–1956 působil v Československém armádním filmu a v letech 1957–1985 byl kameramanem Filmového studia Barrandov. V letech 1967–1990 přednášel na katedře kamery FAMU v Praze.
Během studií byl asistentem kamery dokumentu Není stále zamračeno (1950) a jedním z kameramanů dokumentu Za život radostný (1950). V Československém armádním filmu nasnímal dokumentární filmy O Alence a káčeti (1952, umělecká reportáž), Písně hrdinů (1953), Ústřední loutkové divadlo (1953), Armádní umělecké divadlo (1954, kamera, spolupráce na scénáři), Mistři zimních sportů (1955), Setkání v Lipsku (1958) a Laterna magika II (1960, s Vladimírem Novotným).
V hraném filmu začal Jaroslav Kučera výrazně spolupracovat s Vojtěchem Jasným – filmy Dnes večer všechno skončí (1954), Zářijové noci (1957), Touha (1958), Přežil jsem svou smrt (1960), Procesí k panence (1961), Všichni dobří rodáci (1968), Až přijde kocour (1963; kamera, triky) – a s Karlem Kachyňou – filmy Dnes večer všechno skončí (1954), Ztracená stopa (1955), Smrt mouchy (1976) a Malá mořská víla (1976).
V 60. letech točil pro Miroslava Ondráčka film Střevíčky (1961), pro Jiřího Bělku Deštivý den (1962), pro Jaromila Jireše Křik (1963) a povídku Romance z povídkového filmu Perličky na dně (1965), pro Ivana Passera Fádní odpoledne (1964), pro Jana Němce Démanty noci (1964) a povídku Podvodníci (Perličky...), pro Jiřího Menzla povídku Smrt pana Baltazara (Perličky...), pro Evalda Schorma Dům radosti (Perličky...), později Psi a lidé (1971), pro Věru Chytilovou povídku Automat svět (Perličky...), filmy Sedmikrásky (1966; kamera, výtvarník) a Ovoce stromů rajských jíme (1969), pro Antonína Moskalyka film Dita Saxová (1967).
Od 70. let točil pro Juraje Herze film Morgiana (1972) a pro Zdeňka Podskalského filmy Noc na Karlštejně (1973) a Křtiny (1981). V 70. letech navázal výraznou uměleckou spolupráci s režisérem Oldřichem Lipským, nasnímal filmy Slaměný klobouk (1971), Jáchyme, hoď ho do stroje! (1974), Cirkus v cirkuse (1975) a Adéla ještě nevečeřela (1977; kamera, triky). V 80. letech působil před odchodem do důchodu u režisérů Václava Matějky (válečné drama Svítalo celou noc, 1980) a Antonína Kachlíka (příběh Kouzelné dobrodružství, 1982). Posledním kameramanským počinem Jaroslava Kučery byla Jirešova tragikomedie Prodloužený čas (1984).
V roce 1982 Kučera režíroval krátký film Pražský hrad, k němuž komponoval hudbu Vadim Petrov.
V roce 1987 byl pedagogickým vedoucím kamery studentského snímku Pavlíny Moskalykové Plášť (1987).
Jako kameraman pracoval i pro televizi. Natočil televizní filmy Bolero (1967, kamera, technický scénář), Dobře placená procházka (1966), Sedm pater pro tisíc přání (1976), To byla svatba, strýčku! (1976), Uragán Donna (1977), byl jedním z kameramanů pořadu GENUS (1995), natočil pořad Prázdniny (1978). Snímal hudební videoklip Hana Zagorová: Zdá se (1978). Natáčel filmové dotáčky pro divadla, např. pro Státní divadlo Brno (Trojí přání aneb Vrtkavosti života, 1971) a ND, resp. Laternu magiku – Variace 66, resp. Otvírání studánek (kamera, scénář), Černý mnich (1983; kamera, režijní spolupráce; spolupráce na technickém scénáři inscenace), Pragensia, Vox Clamantis (1984), Odysseus (1987; spoluautor, režijní spolupráce, hlavní kameraman).
Účinkoval (spolu s ním Hynek Bočan, Jan Čuřík, Miloš Forman, Václav Havel, Věra Chytilová, Jaromil Jireš, Pavel Juráček, Elmar Klos, Galina Kopaněva, Antonín Jaroslav Liehm, Jiří Menzel, Jan Němec, Ivan Passer, Evald Schorm, Jaromír Šofr) v dokumentárním západoněmeckém filmu o FAMU Příležitost promluvit (1966, rež. Haro Senft), který zachycuje stav českého filmového umění a politické naladění české inteligence v období začínajícího pražského jara. Zahrál si roli Michela Constantiniho v Radokově komedii Dědeček automobil (1956) a roli vojína v Kachlíkově filmu Bylo nás deset (1963).
Jeho ženou a spolupracovnicí byla režisérka Věra Chytilová (1929–2014). Jejich dcera Tereza Kučerová (* 1964) je výtvarnicí, syn Štěpán Kučera (* 1968) je kameramanem. Jaroslav Kučera zemřel 14. ledna 1991 v Praze ve věku 61 let.

## Ocenění
Kučera obdržel řadu cen.
- Až přijde kocour – Trilobit za kameru (1964, Ceny Trilobit 1963, Praha); Cena Nejvyšší technické komise (1963, XVI. mezinárodní filmový festival Cannes); 1. cena (1964, 4. mezinárodní soutěž filmové techniky o cenu Mezinárodní unie filmových technických sdružení Milán)
- Sedmikrásky – Trilobit za film (1967, Ceny Trilobit 1966, Praha); Odměna vedení Československého filmu za nejúspěšnější film roku 1966 (1967, Praha)
- Dita Saxová – Peněžitá odměna za film v rámci hodnocení produkce Filmového studia Barrandov v roce 1967 (1968, Praha)
- Všichni dobří rodáci – Cena Finále 100 000 Kčs za kameru (1969, II. Finále Plzeň); Cena Nejvyšší technické komise za fotografii filmu (1969, XXII. MFF Cannes)
- Jáchyme, hoď ho do stroje! – Prémie ČLF za kameru (1975, Prémie Českého literárního fondu za rok 1974, Praha)
- Malá mořská víla – Cena za kameru; za film Smrt mouchy s přihlédnutím k přínosu kamery ve filmu Malá mořská víla (1977, XV. festival českých a slovenských filmů Bratislava)
- Smrt mouchy – Cena za kameru; za film Smrt mouchy s přihlédnutím k přínosu kamery ve filmu Malá mořská víla (1977, XV. FČSF Bratislava)
- Adéla ještě nevečeřela – Cena za nejlepší kameru (1978, XI. Mezinárodní festival fantastických filmů a hororů Sitges)
- Svítalo celou noc – Cena za kameru (1981, XIX. festival českých a slovenských filmů Kladno; oceněn též kameraman Jiří Macháně)
- Kouzelné dobrodružství – Cena za kameru (1983, XXI. festival českých a slovenských filmů Ostrava); Diplom poroty zemí Afriky, Asie a Latinské Ameriky za kameru (1983, XXXI. MFF San Sebastián)
- Vyznamenání Za vynikající práci (1968)
- Státní cena Klementa Gottwalda (1969)
- Cena Svazu českých dramatických umělců (SČDU; 1979)
- Zasloužilý umělec (1983).

## Filmografie
- 1991 Proč Havel? (dokumentární film; kamera spolu s Sylvainem Braultem)
- 1990 Dumky (TV film)
- 1989 Blauäugig
- 1989 Village Romeo and Juliet, A
- 1988 Maria Stuart (TV film)
- 1988 Wilder Westen, inclusive (TV seriál)
- 1987 Plášť (pedagogické vedení, kamera)
- 1985 Nacht aus Blei, Die (TV film)
- 1984 Prodloužený čas
- 1982 Kouzelné dobrodružství
- 1981 Křtiny
- 1981 Stachel im Fleisch
- 1980 Im Herzen des Hurrican
- 1980 Svítalo celou noc
- 1979 Theodor Chindler - Die Geschichte einer deutschen Familie (NSR), osmidílný TV seriál podle románu Bernarda von Brentana, scénář a režie Hans W. Geißendörfer.
- 1977 Adéla ještě nevečeřela
- 1977 Uragán Donna (TV film)
- 1976 Malá mořská víla
- 1976 Sedm pater pro tisíc přání (TV film)
- 1976 Smrt mouchy
- 1976 To byla svatba, strýčku! (TV film)
- 1975 Cirkus v cirkuse
- 1974 Jáchyme, hoď ho do stroje!
- 1973 Noc na Karlštejně
- 1973 Zlateh the Goat
- 1972 Morgiana
- 1972 Nicht nur zur Weihnachtszeit (TV film)
- 1971 Psi a lidé
- 1971 Slaměný klobouk
- 1971 Wie man Wünsche beim Schwanz packt (TV film)
- 1969 Česká rapsodie
- 1969 Ovoce stromů rajských jíme
- 1968 Všichni dobří rodáci
- 1967 Bolero (TV film)
- 1967 Dita Saxová
- 1966 Dobře placená procházka (TV film)
- 1966 Sedmikrásky
- 1965 Perličky na dně
- 1964 Démanty noci
- 1964 Fádní odpoledne
- 1963 Až přijde kocour
- 1963 Křik
- 1962 Deštivý den
- 1961 Procesí k panence
- 1961 Střevíčky
- 1960 Laterna magika II (dokumentární film)
- 1960 Přežil jsem svou smrt
- 1958 Setkání v Lipsku (dokumentární film)
- 1958 Touha
- 1957 Anděla
- 1957 Zářijové noci
- 1955 Mistři zimních sportů (dokumentární film)
- 1955 Nová směna
- 1955 Ztracená stopa
- 1954 Armádní umělecké divadlo (dokumentární film)
- 1954 Dnes večer všechno skončí
- 1953 Písně hrdinů (dokumentární film)
- 1953 Ústřední loutkové divadlo (dokumentární film)
- 1952 O Alence a káčeti (dokumentární film)
- 1950 Za život radostný (dokumentární film)